# Can Veïl
Can Veïl, o Can Vehils, és una masia fortificada del municipi de Cabrils (Maresme) declarada bé cultural d'interès nacional.

## Descripció
Masia fortificada, amb torre de defensa quadrada. Casa important que té una torre quadrada i la primitiva coberta amb teulada piramidal. La casa tal com es veu a principis de segle XX tenia una façana de tipus basilical (com Can Vives i Can Carbonell). La torre té baixos i tres plantes. La més alta, amb la torre de defensa. Actualment la masia es troba molt reformada perdent pràcticament el seu aspecte originari; adossat a la casa pel cantó de darrere es veu un bloc de tres pisos. Malgrat tot la torre es conserva imponentment sobre el conjunt.